# Номвете, Сиябонга
Сиябо́нга Юджи́н Номве́те (зулу Siyabonga Eugene Nomvethe; 2 декабря 1977, Квамашу, Натал) — южноафриканский футбольный нападающий и тренер. Выступал в сборной ЮАР.

## Игровая карьера

### В клубах
Начал карьеру в 1994 году в клубе одной из низших лиг ЮАР «Дурбан Космос», откуда перешёл в «Клермонт Близзардс», который закрылся в 1997 году.
Следующей командой Сиябонги стал «Африкан Уондерерс», с которым он вышел в первом своём сезоне в Премьер-Лигу, где отыграл ещё один сезон, по итогам которого команда вновь оказалась в Первом дивизионе. После этого он перешёл в «Кайзер Чифс», с которым дважды становился вторым и один раз третьим в чемпионате страны. В сезоне 1999/00 Номвете был признан игроком года в Премьер-Лиге как по версии лиги, так и по версии футболистов.
С сезона 2001/02 Номвете выступал в Италии, где его командой стал «Удинезе». За два с половиной сезона он не отметился ни одним голом в Серии A, в результате чего в январе 2004 года был отдан в аренду «Салернитане» — клубу Серии B, где за остаток сезона отметился дважды в 17 играх. Сезон 2004/05 Сиябонга провёл в аренде у «Эмполи», за который он сыграл 10 безголевых матчей, добившись выхода в Серию A. По окончании итальянского сезона Номвете был отдан «Удинезе» шведскому «Юргордену». В победном для себя шведском чемпионате 2005 года южноафриканец принял участие в пяти встречах своей команды, где отличился лишь однажды. Также команда выиграла Кубок страны. Сезон 2005/06 футболист завершил у себя на Родине, став вторым в чемпионате с «Орландо Пайретс». Таким образом, он стал одним из немногих футболистов, игравших в составе двух непримиримых соперников: «Пайретс» и «Кайзер Чифс».
С сезона 2006/07 Номвете обосновался в датском «Ольборге». С ним Номвете выиграл чемпионат Дании 2007/08, дошёл до финала Кубка 2008/09.
С сезона 2009/10 вновь играет в ЮАР, защищая цвета клуба «Морока Свэллоуз», также имеющего историческое протвостояние с «Пайретс» и «Кайзер Чифс».
В свой последний сезон Номвете выступал за команду «Амазулу» из высшей футбольной лиги, присоединившись к ней в январе 2016 года. В конце сезона он был объявлен лучшим бомбардиром.

### В сборных
В первой сборной ЮАР Номвете дебютировал 6 мая 1999 года в игре с Тринидадом и Тобаго. На бронзовом для ЮАР Кубке африканских наций 2000 года он забил единственный гол в четвертьфинальной игре со сборной Ганы и отличился в матче за третье место с Тунисом. Более командных успехов со сборной Сиябонга не снискал, но сам забил ряд голов на крупных турнирах: в ворота сборной Марокко на групповом этапе Кубка африканских наций 2002 года, единственный гол в матче чемпионата мира 2002 года против Словении, оба мяча Бенину на Кубке африканских наций 2004 года и мяч в ворота ямайцев на Золотом кубке КОНКАКАФ 2005 года. Также Номвете принял участие в Олимпийских играх 2000 года, где забил по мячу Японии (1:2) и Бразилии (3:1), но не помог этим команде преодолеть групповой этап.
В период, когда сборную ЮАР возглавлял Жоэл Сантана Номвете не вызывался ни на Кубок африканских наций 2008, ни на домашний Кубок конфедераций 2009. Однако в апреле 2010 года новый тренер Карлос Алберто Паррейра вызвал его в качестве кандидата на участие в домашнем чемпионате мира на товарищеские игры с КНДР и Ямайкой. В матче с последними он отметился голом, после чего попал в расширенный список кандидатов. В итоге, Номвете будет в составе южноафриканцев и на самом чемпионате мира.
Сейчас Сиябонга шестой по результативности игрок в истории своей сборной.

## Тренерская карьера
17 декабря 2020 года стало известно, что Номвете Сиябонга станет помощником тренера в клубе «Амазулу».

## Достижения

### Командные
ЮАР
- Участник Олимпийских игр: 2000
- Участник чемпионата мира: 2002, 2010
- Бронзовый призёр Кубка африканских наций: 2000
- Участник Кубка африканских наций: 2002, 2004, 2006
- Участник Золотого кубка КОНКАКАФ: 2005
- Бронзовый призёр Кубка КОСАФА: 2000

«Африкан Уондерерс»
- Победитель Первого дивизиона ЮАР: 1996/97 (выход в Премьер-Лигу)

«Кайзер Чифс»
- Серебряный призёр чемпионата ЮАР: 1998/99, 2000/01
- Бронзовый призёр чемпионата ЮАР: 1999/00
- Обладатель Кубка ЮАР: 2000
- Финалист Кубка ЮАР: 1999

«Эмполи»
- Победитель Серии B: 2004/05 (выход в Серию A)

«Юргорден»
- Чемпион Швеции: 2005
- Обладатель Кубка Швеции: 2005

«Орландо Пайретс»
- Серебряный призёр чемпионата ЮАР: 2005/06
- Финалист Кубка ЮАР: 2006

«Ольборг»
- Чемпион Дании: 2007/08
- Третье место чемпионата Дании: 2006/07
- Победитель Кубка Дании: 2008/09

### Личные
«Кайзер Чифс»
- Футболист года в ЮАР: 1999/00
- Футболист года в ЮАР по версии игроков: 1999/00